# Alessandro Barnabò
Alessandro kardinál Barnabò (* 2. března 1801, Foligno - 24. února 1874, Řím) byl italský římskokatolický kněz, prefekt Kongregace pro evangelizaci národů a kardinál.